# F/64
f/64 – ugrupowanie fotografów amerykańskich założone w 1932 przez Edwarda Westona, Ansela Adamsa, Imogen Cunningham, Willarda van Dyke'a, Sonyę Noskowiak, Henry'ego Swifta i Johna Paula Edwardsa. Zrzeszenie miało na celu rozwijanie idei czystej fotografii (ang. pure photography) Paula Stranda.
Członkowie tej grupy programowo kładli nacisk na realistyczne i ekstremalnie ostre odwzorowanie rzeczywistości (f/64 nawiązuje do bardzo dużej wartości przesłony, dającej dużą głębię ostrości) połączone z weryzmem.